# Yesterday (film, 2002)
Pour les articles homonymes, voir Yesterday (homonymie).
Pour plus de détails, voir Fiche technique et Distribution.
Yesterday (예스터데이) est un film sud-coréen réalisé par Chong Yun-su, sorti en 2002.

## Synopsis
Yun Suk, un membre du SIU, traque un tueur en série nommé Goliath.

## Fiche technique
- Titre : Yesterday
- Titre original : 예스터데이
- Réalisation : Chong Yun-su
- Scénario : Chong Yun-su
- Photographie : Jeong Han-cheol
- Montage : Kim Sun-min
- Production : Ahn Byoung-ju et Chong Yun-su
- Société de production : CJ Entertainment et Miracin Korea Film Company
- Pays :  Corée du Sud
- Genre : Action, policier et science-fiction
- Durée : 121 minutes
- Dates de sortie : 
  -  Corée du Sud : 13 juin 2002

## Distribution
- Kim Seung-woo : Suk
- Kim Yun-jin : Hisu
- Choi Min-su : Goliath
- Kim Seon-a : May
- Jeong So-yeong : Joe

## Box-office
Le film a rapporté 1 589 942 dollars au box-office.